# Луций Домиций Аполинар
Луций Домиций Аполинар (на латински: Lucius Domitius Apollinaris) e сенатор на Римската империя през 1 век. Произлиза от Vercellae (Vercelli в Пиемонт).
През 93 – 96 г. е легат на провинцията Ликия и Памфилия. През 97 г. е суфектконсул заедно със Секст Херментидий Кампан.